# Venera Černyšova
Venera Michajlovna Černyšova (in russo Венера Михайловна Чернышова?; 5 marzo 1954) è un'ex biatleta sovietica.

## Biografia
In carriera prese parte a cinque edizioni dei Campionati mondiali, vincendo dieci medaglie.

## Palmarès

### Mondiali
- 10 medaglie:
  - 7 ori (sprint[1], individuale[1], staffetta a Chamonix 1984; staffetta a Egg am Etzl/Ruhpolding 1985; staffetta a Falun/Oslo 1986; staffetta a Lahti/Lake Placid 1987; staffetta a Chamonix 1988)
  - 1 argento (sprint[1] a Lahti/Lake Placid 1987)
  - 2 bronzi (sprint[1] a Egg am Etzl/Ruhpolding 1985; individuale[1] a Chamonix 1988)